# Чемпіонат Туру WTA 2006, одиночний розряд
Амелі Моресмо була чинною чемпіонкою, але не змогла захистити свій титул, оскільки у фіналі її перемогла Жустін Енен-Арденн з рахунком 6–4, 6–3. Енен-Арденн посіла місце першої ракетки світу на кінець сезону після її півфінальної перемоги над Марією Шараповою.

## Сіяні гравчині
* Станом на 30 жовтня 2006.
1. Амелі Моресмо (фінал)
2. Марія Шарапова (півфінал)
3. Жустін Енен-Арденн (переможниця)
4. Світлана Кузнецова (Круговий турнір)
5. Надія Петрова (Круговий турнір)
6. Кім Клейстерс (півфінал)
7. Дементьєва Олена В'ячеславівна (Круговий турнір)
8. Мартіна Хінгіс (Круговий турнір)

## Запасні
1. Патті Шнідер (не використана)
2. Дінара Сафіна (не використана)

## Сітка

### Фінальна частина
|  | Півфінали | Півфінали          | Півфінали          | Півфінали | Півфінали |                |   | Фінал         | Фінал | Фінал | Фінал | Фінал |
|  |           |                    |                    |           |           |                |   |               |       |       |       |       |
|  | 1         | Амелі Моресмо      | 6                  | 3         | 6         |                |   |               |       |       |       |       |
|  | 6         | Кім Клейстерс      | 2                  | 6         | 3         |                |   |               |       |       |       |       |
|  | 6         | Кім Клейстерс      | 2                  | 6         | 3         |                | 1 | Амелі Моресмо | 4     | 3     |       |       |
|  |           |                    |                    |           |           |                | 1 | Амелі Моресмо | 4     | 3     |       |       |
|  |           | 3                  | Жустін Енен-Арденн | 6         | 6         |                |   |               |       |       |       |       |
|  | 2         | 3                  | Жустін Енен-Арденн | 6         | 6         | Марія Шарапова | 2 | 65            |       |       |       |       |
|  | 2         |                    |                    |           |           | Марія Шарапова | 2 | 65            |       |       |       |       |
|  | 3         | Жустін Енен-Арденн | 6                  | 7         |           |                |   |               |       |       |       |       |

### Червона група
|   |                                | Шарапова | Кузнецова | Клейстерс | Дементьєва | Матчів В–П | Сетів В–П | Геймів В–П | Положення |
| 2 | Марія Шарапова                 |          | 6–1, 6–4  | 6–4, 6–4  | 6–1, 6–4   | 3–0        | 6–0       |            | 1         |
| 4 | Світлана Кузнецова             | 1–6, 4–6 |           | 1–6, 1–6  | 7–5, 6–3   | 1–2        | 2–4       |            | 3         |
| 6 | Кім Клейстерс                  | 4–6, 4–6 | 6–1, 6–1  |           | 6–4, 6–0   | 2–1        | 4–2       |            | 2         |
| 7 | Дементьєва Олена В'ячеславівна | 1–6, 4–6 | 5–7, 3–6  | 4–6, 0–6  |            | 0–3        | 0–6       |            | 4         |

За рівної кількості очок положення визначається: 1) Кількість перемог; 2) Кількість матчів; 3) Якщо двоє тенісисток після цього ділять місце, особисті зустрічі; 4) Якщо троє тенісисток після цього ділять місце, кількість виграних сетів, кількість виграних геймів; 5) Рішення організаційного комітету.

### Жовта група
|   |                    | Моресмо          | Енен-Арденн      | Петрова       | Хінгіс           | Матчів В–П | Сетів В–П | Геймів В–П | Положення |
| 1 | Амелі Моресмо      |                  | 4–6, 7–6(3), 6–2 | 2–6, 2–6      | 3–6, 6–1, 6–4    | 2–1        | 4–4       |            | 1         |
| 3 | Жустін Енен-Арденн | 6–4, 6–7(3), 2–6 |                  | 6–4, 6–4      | 6–2, 6–7(5), 6–1 | 2–1        | 5–3       |            | 2         |
| 5 | Надія Петрова      | 6–2, 6–2         | 4–6, 4–6         |               | 4–6, 6–3, 3–6    | 1–2        | 3–4       |            | 4         |
| 8 | Мартіна Хінгіс     | 6–3, 1–6, 4–6    | 2–6, 7–6(5), 1–6 | 6–4, 3–6, 6–3 |                  | 1–2        | 4–5       |            | 3         |

За рівної кількості очок положення визначається: 1) Кількість перемог; 2) Кількість матчів; 3) Якщо двоє тенісисток після цього ділять місце, особисті зустрічі; 4) Якщо троє тенісисток після цього ділять місце, кількість виграних сетів, кількість виграних геймів; 5) Рішення організаційного комітету.